# Zygogramma arizonica
Zygogramma arizonica är en skalbaggsart som beskrevs av Schaeffer 1906. Zygogramma arizonica ingår i släktet Zygogramma och familjen bladbaggar. Inga underarter finns listade i Catalogue of Life.